# WWF Junior Heavyweight Championship
Il WWF Junior Heavyweight Championship è stato un titolo di wrestling promosso dalla World Wide Wrestling Federation e dalla New Japan Pro-Wrestling.
Il titolo è stato creato nel 1965 come massimo alloro per i lottatori della divisione di peso Junior Heavyweight ed è stato attivo fino al 1985. Nel corso della sua storia, alcune "leggende del ring" hanno detenuto questo titolo; tra queste, spiccano i nomi di Satoru Sayama, meglio conosciuto come Tiger Mask I, Black Tiger I, Dynamite Kid e Tatsumi Fujinami.

## Albo d'oro
| #                               | Campione                        | Regno                           | Data                            | Giorni                          | Località                        | Evento                               | Note | Fonti                           |
| World Wide Wrestling Federation | World Wide Wrestling Federation | World Wide Wrestling Federation | World Wide Wrestling Federation | World Wide Wrestling Federation | World Wide Wrestling Federation | World Wide Wrestling Federation      | World Wide Wrestling Federation                                                                            | World Wide Wrestling Federation |
| ------------------------------- | ------------------------------- | ------------------------------- | ------------------------------- | ------------------------------- | ------------------------------- | ------------------------------------ | --- | ------------------------------- |
| 1                               | Paul DeGalles                   | 1                               | settembre 1965                  | --                              | --                              | House show                           | |                                 |
| 2                               | Johnny De Fazio                 | 1                               | 15 ottobre 1965                 | --                              | Pittsburgh, Pennsylvania        | House show                           | |                                 |
| 3                               | Jackie Nicholas                 | 1                               | --                              | --                              | Nuova Inghilterra               | House show                           | |                                 |
| 4                               | Johnny De Fazio                 | 2                               | --                              | --                              | --                              | House show                           | |                                 |
| 5                               | Jackie Nicholas                 | 2                               | --                              | --                              | --                              | House show                           | |                                 |
| 6                               | Johnny De Fazio                 | 3                               | --                              | --                              | --                              | House show                           | |                                 |
| 7                               | Jackie Nicholas                 | 3                               | --                              | --                              | --                              | House show                           | |                                 |
| 8                               | Johnny De Fazio                 | 4                               | --                              | --                              | --                              | House show                           | |                                 |
| -                               | Vacante                         | -                               | 1972                            | -                               | -                               | -                                    | Il titolo fu reso vacante nel 1972, al ritiro di De Fazio e fu temporaneamente disattivato.                |                                 |
| 9                               | Carlos José Estrada             | 1                               | 20 gennaio 1978                 | 3                               | Uniondale, New York             | House show                           | Il titolo fu riattivato dalla WWWF e messo in palio in uno spareggio, che Estrada vinse contro Tony Garea. |                                 |
| 10                              | Tatsumi Fujinami                | 1                               | 23 gennaio 1978                 | 617                             | New York, New York              | WWWF                                 | Durante il regno Fujinami si spostò in NJPW.                                                               |                                 |
| New Japan Pro-Wrestling (NJPW)  |                                 |                                 |                                 |                                 |                                 |                                      | |                                 |
| 11                              | Ryuma Go                        | 1                               | 2 ottobre 1979                  | 2                               | Osaka, Giappone                 | Bloody FIght Series                  | |                                 |
| 12                              | Tatsumi Fujinami                | 2                               | 4 ottobre 1979                  | 789                             | Tokyo, Giappone                 | Bloody FIght Series                  | |                                 |
| -                               | Vacante                         | -                               | 1 dicembre 1981                 | -                               | -                               | -                                    | Il titolo fu reso vacante in seguito allo spostamento di Fujinami nella divisione heavyweight.             |                                 |
| 13                              | Tiger Mask                      | 1                               | 10 gennaio 1982                 | 119                             | Tokyo, Giappone                 | New Year Super Fight                 | Tiger Mask vinse uno spareggio contro Dynamite Kid per il titolo vacante.                                  |                                 |
| -                               | Disattivato                     | -                               | 30 aprile 1982                  | -                               | -                               | -                                    | Il titolo fu reso vacante in seguito ad un infortunio di Tiger Mask.                                       |                                 |
| 14                              | Black Tiger                     | 1                               | 6 maggio 1982                   | 20                              | Fukuoka, Giappone               | Big Fight Series                     | Black Tiger vinse uno spareggio contro Gran Hamada per il titolo vacante.                                  | [ 5 ]                           |
| 15                              | Tiger Mask                      | 2                               | 26 maggio 1982                  | 312                             | Osaka, Giappone                 | Big Fight Series                     | | [ 6 ]                           |
| -                               | Vacante                         | -                               | 3 aprile 1983                   | -                               | -                               | -                                    | Il titolo fu reso vacante in seguito ad un infortunio di Tiger Mask.                                       |                                 |
| 16                              | Tiger Mask                      | 3                               | 13 giugno 1983                  | 60                              | Città del Messico, Messico      | Tercera Confrontacion Mexico - Japan | Tiger Mask vinse uno spareggio contro Fishman per il titolo vacante.                                       |                                 |
| -                               | Vacante                         | -                               | 12 agosto 1983                  | -                               | -                               | -                                    | Il titolo fu reso vacante al ritiro di Tiger Mask.                                                         |                                 |
| 17                              | Dynamite Kid                    | 1                               | 7 febbraio 1984                 | 273                             | Tokyo, Giappone                 | New Year Golden Series               | Dynamite Kid vinse un torneo per il titolo vacante sconfiggendo il finale The Cobra.                       | [ 7 ]                           |
| -                               | Vacante                         | -                               | 6 novembre 1984                 | -                               | -                               | -                                    | Il titolo fu reso vacante quando Dynamite Kid si spostò in WWF.                                            |                                 |
| 18                              | The Cobra                       | 1                               | 28 dicembre 1984                | 143                             | New York, New York              | WWF on MSG Network                   | The Cobra vinse uno spareggio contro Black Tiger per il titolo vacante.                                    |                                 |
| 19                              | Hiro Saito                      | 1                               | 20 maggio 1985                  | 69                              | Hiroshima, Giappone             | IWGP & WWF Championship Series       | |                                 |
| 20                              | The Cobra                       | 2                               | 28 luglio 1985                  | 95                              | Osaka, Giappone                 | Burning Spirit in Summer             | | [ 8 ]                           |
| -                               | Disattivato                     | -                               | 31 ottobre 1985                 | -                               | -                               | -                                    | Il titolo fu disattivato con la fine della collaborazione tra NJPW e WWF.                                  |                                 |